# Gol'janovo
Il quartiere Gol'janovo (in russo Район Гольяново?) è un quartiere di Mosca sito nel Distretto Orientale.
Prende il nome dal villaggio omonimo, di cui si hanno registrazioni scritte a partire dal 1662.
Entra a far parte della città di Mosca nel 1960.